# Ctenotus hanloni
Espèce
Ctenotus hanloni est une espèce de sauriens de la famille des Scincidae.

## Répartition
Cette espèce est endémique d'Australie. Elle se rencontre en Australie-Occidentale, en Australie-Méridionale et dans le Territoire du Nord.

## Étymologie
Cette espèce est nommée en l'honneur de Timothy Marcus Stephen Mark Hanlon.

## Publication originale
- Storr, 1980 : The Ctenotus grandis species-group (Lacertilia: Scincidae). Records of the Western Australian Museum, vol. 8, no 3, p. 415-422 (texte intégral).